# Langenenslingen
Langenenslingen est une commune de Bade-Wurtemberg (Allemagne), située dans l'arrondissement de Biberach, dans la région Donau-Iller, dans le district de Tübingen.

## Galerie

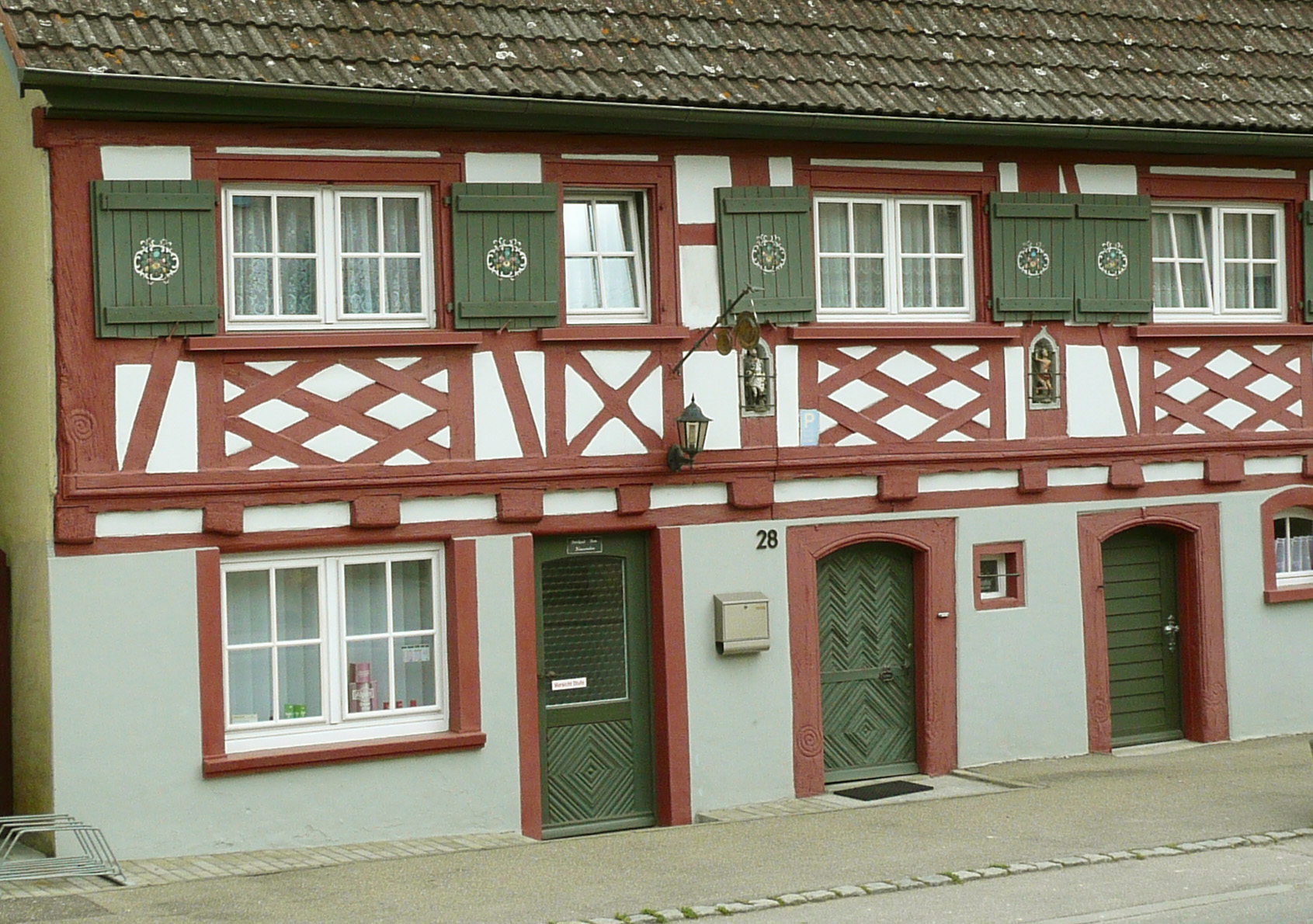
Belle façade typique
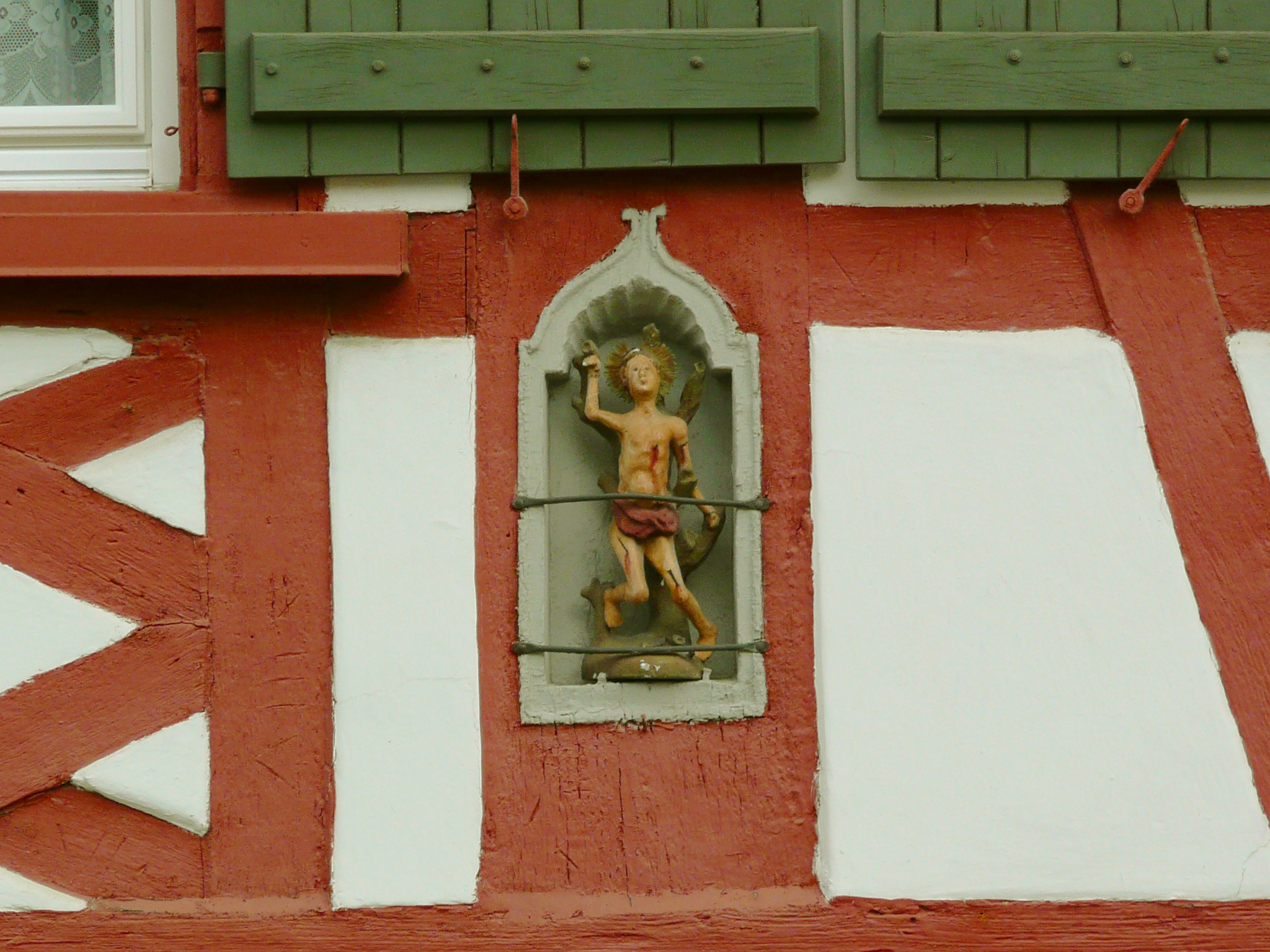
Saint Sébastien dans une niche